# University-Mount Wellington
Lo University-Mount Wellington è una società calcistica neozelandese con sede nella città di Auckland. È nata dalla fusione del Mount Wellington AFC con l'Auckland University AFC. La squadra gioca al Bill McKinlay Park di Panmure.
Durante gli anni settanta-ottanta, il Mount Wellington fu una delle squadre neozelandesi più forti, insieme al Christchurch United. La squadra ha vinto sette volte la Chatham Cup, ed è la società che ha conquistato più successi in questo torneo. Ha vinto anche sei titoli nazionali.
L'Auckland University, invece, non ha mai vinto alcun titolo; ha però partecipato alla massima serie tra il 1983 e il 1986.
Alcuni tra i calciatori neozelandesi più famosi hanno giocato nelle due squadre di Auckland. Tra loro si ricordano Ricki Herbert, Brian Turner, Tony Sibley, Dave Taylor, Darren McClennan, Peter Henry, Jeff Campbell, Rodger Gray, John Houghton, Leigh Kenyon e Fred de Jong.

## Palmarès

### Competizioni nazionali
- Campionato neozelandese: 6

1972, 1974, 1979, 1980, 1982, 1986
- Chatham Cup: 7

1973, 1980, 1982, 1983, 1990, 2001, 2003

### Altri piazzamenti
- Campionato neozelandese:

Secondo posto: 1971, 1973, 1976, 1978, 1988, 1989, 1990, 2000
- Chatham Cup:

Finalista: 1971, 1972, 1977, 1979, 1981, 1996
Semifinalista: 1975, 1978, 1997, 2002
- OFC Champions League:

Finalista: 1987